# ویازوفسکی
ویازوفسکی (انگلیسی: Vyazovsky) یک شهرک در شهرستان بیرسکی باشقیرستان کشور روسیه است.